# فريدريك هولبرووك
فريدريك هولبرووك هو محامي وقاضي وسياسي أمريكي، ولد في 15 فبراير 1813 في أيست ويندسور في الولايات المتحدة، وتوفي في 28 أبريل 1909 في براتلبورو في الولايات المتحدة. نشط حزبياً في الحزب الجمهوري. وقد انتخب حاكم فيرمونت ‏ (11 أكتوبر 1861 – 9 أكتوبر 1863).